# مناهل‌الانظار
مناهل‌الانظار کتابی است فارسی دربارهٔ خواص دارویی گیاهان نوشته محمد بن عبد اللّه لاری از اهالی لارستان فارس از تألیفات اواخر سدهٔ نهم و اوایل سدهٔ دههم هجری. نام کتاب به معنی «آبشخور دیدگان» است.
این کتاب در سال ۸۹۳ هجری نوشته شده و مؤلف آن اهل لار بوده و در هند می‌زیسته‌است. او تألیف خود را به محمود شاه بن محمود شاه بن احمد شاه، پادشاه گجرات (۹۱۷–۸۶۳) تقدیم کرده‌است.
اهمیت این اثر در آن است که مؤلف واژه‌ها و اصطلاحات پزشکی را به گویش مردم گرمسیر فارس و لار نیز بیان داشته‌است. بنابر گزارش علی‌اشرف صادقی در مجلهٔ زبان‌شناسی، دست‌نوشته این کتاب متعلق به کتابخانهٔ دانشکدهٔ پزشکی دانشگاه تهران است.